# Fanziquan
Il Fanziquan (翻子拳) è uno stile di arti marziali cinesi diffuso nel nord. 
Il Fanziquan è menzionato nel Jixiao Xinshu, però con il nome Bashanfan (八闪翻), nome originale dello stile. Esso è anche chiamato Fanquan (翻拳). La mescolanza con altri stili che ha fortemente caratterizzato questa scuola, ne rende difficile una descrizione univoca e spesso porta confusione sulle sue origini storiche. Queste alcune delle ramificazioni e mescolanze più famose: Chuojiao Fanziquan 戳脚翻子拳, Yingzhao Fanziquan 鹰爪翻子拳, Yanqing Fanziquan 燕青翻子拳, Tongbei Fanziquan 通背翻子拳, Kaoshou Fanziquan 铐手翻子拳, ecc.

## Leggende
Yang Xiaojun riporta che secondo una tradizione orale questo stile sarebbe stato creato da Yue Fei, ma Wu Bin, Li Xingdong e Yu Gongbao, ricordano che non ci sono documenti storici che supportano questa idea.

## La Storia
Secondo l'enciclopedia telematica dell'Istituto Confucio esso sarebbe stato trasmesso nel clan Duan (段氏) nell'area amministrativa di Gaoyang (高阳) in Hebei da un certo Han Luma (韩禄马). In seguito i maestri Hu Fengsan (胡奉三), Hao Hexiang (郝鹤翔) e Cheng Qingchun lo arricchirono di tecniche provenienti da altri stili, in particolare Chuojiao.
Carmona afferma che lo stile attuale è stato tramandato dai famosi fratelli Ma Fengtu (马风图, 1888-1973) e Ma Yingtu, esperti anche di Tongbeiquan.

## Lignaggi

### Shenyang Chuojiao Fanziquan
Questo un albero genealogico del Chuojiao Fanziquan di Shenyang: Wang Zhanh'ao王占鳌→Xu Zhaoxiong 徐兆熊→ Hao Mingjiu 郝明九 e Hu Fengsan 胡奉三→Yu Baiqian 于百谦

## Tecniche
I Taolu più famosi di questo stile sono: Zhan zhuang fan (站桩翻); Cuiba fan (萃八翻); Jianzong fan (健中翻). Altri Taolu: Qing shou fan (轻手翻); Lu shou fan (掳手翻); Liu shou fan (六手翻); Yanqing fan (燕青翻); Yingzhao fan (鹰爪翻); ecc.
I Taolu con le armi caratteristici del Fanziquan sono: Babu lianhuan jin shou dao (八步连环进手刀); Mian zhan dao (绵战刀).

### Video
- youtube.com,  https://www.youtube.com/watch?v=m8yn0OuhGjo.
- youtube.com,  https://www.youtube.com/watch?v=k7sQEmU-bio&mode=related&search=.